# Bromus litvinovii
Bromus litvinovii là một loài thực vật có hoa trong họ Hòa thảo. Loài này được Roshev. ex Nevski mô tả khoa học đầu tiên năm 1934.